# Panzerabwehrrichtmine
Eine Panzerabwehrrichtmine ist eine Sonderform der Richtladung zur Abwehr gepanzerter Kampffahrzeuge. Je nach Typ entsteht bei der Detonation entweder ein Hohlladungsstachel oder eine projektilförmige Hohlladung, bei der eine Metallplatte oder ein flacher Kegel durch den Explosionsdruck zu einem Projektil umgeformt wird.
Die Minen können sowohl im Boden vergraben und über Druck- oder Magnetzünder ausgelöst werden, wenn der Panzer oder ein schweres Radfahrzeug darüberfährt, als auch seitlich der Straße aufgestellt und dann über Sensoren ausgelöst werden.

## Typen
- M24, M66 (USA)
- ARGES (Automatic Rocket Guardian with Electronic Sensor) (NATO)
- M93 (Mine) (USA)
- Panzerabwehrrichtmine DM-12 PARM auf Dreibein (Deutschland)

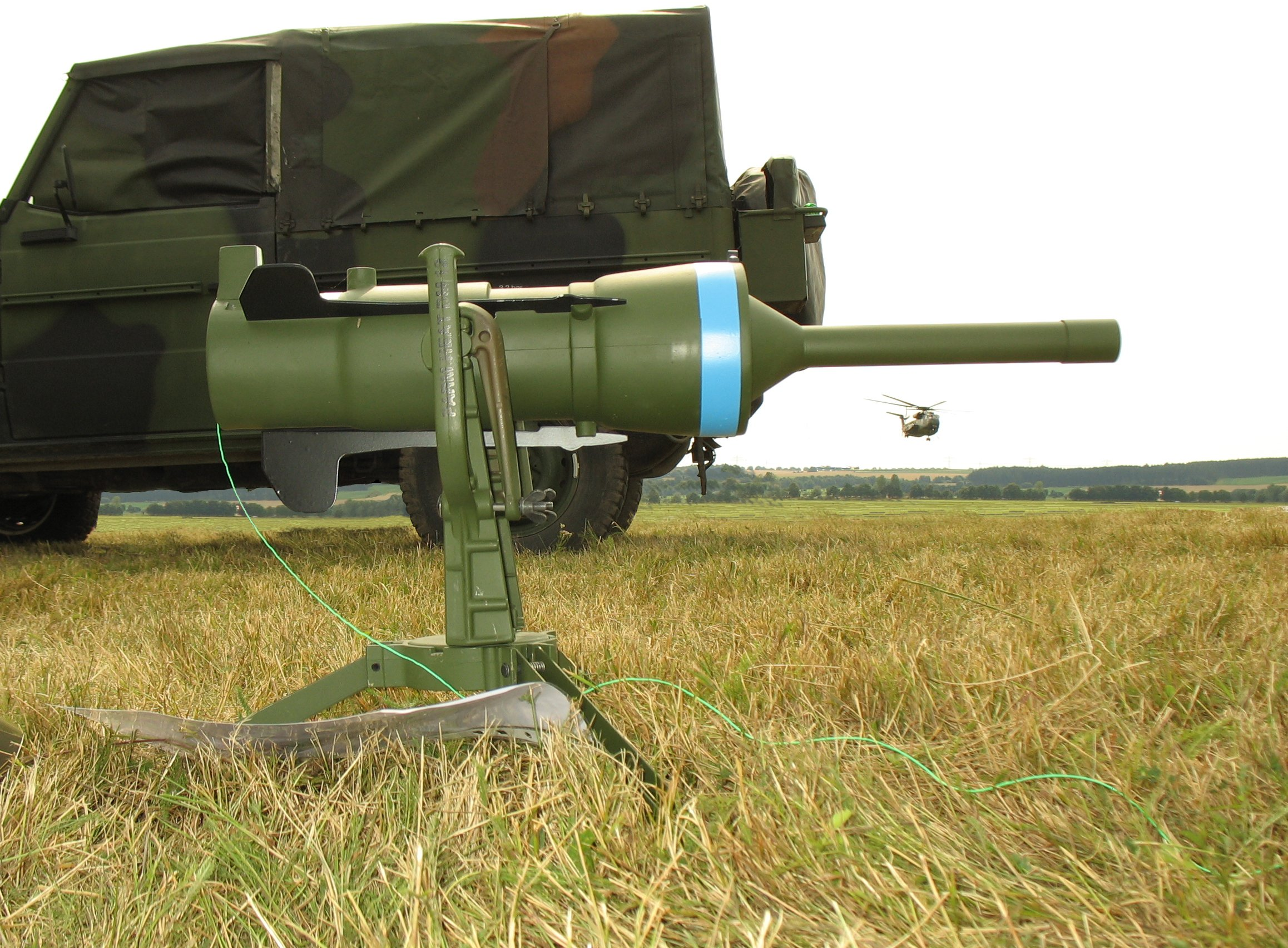
Übungsversion einer Panzerabwehrrichtmine PARM HEAT DM12
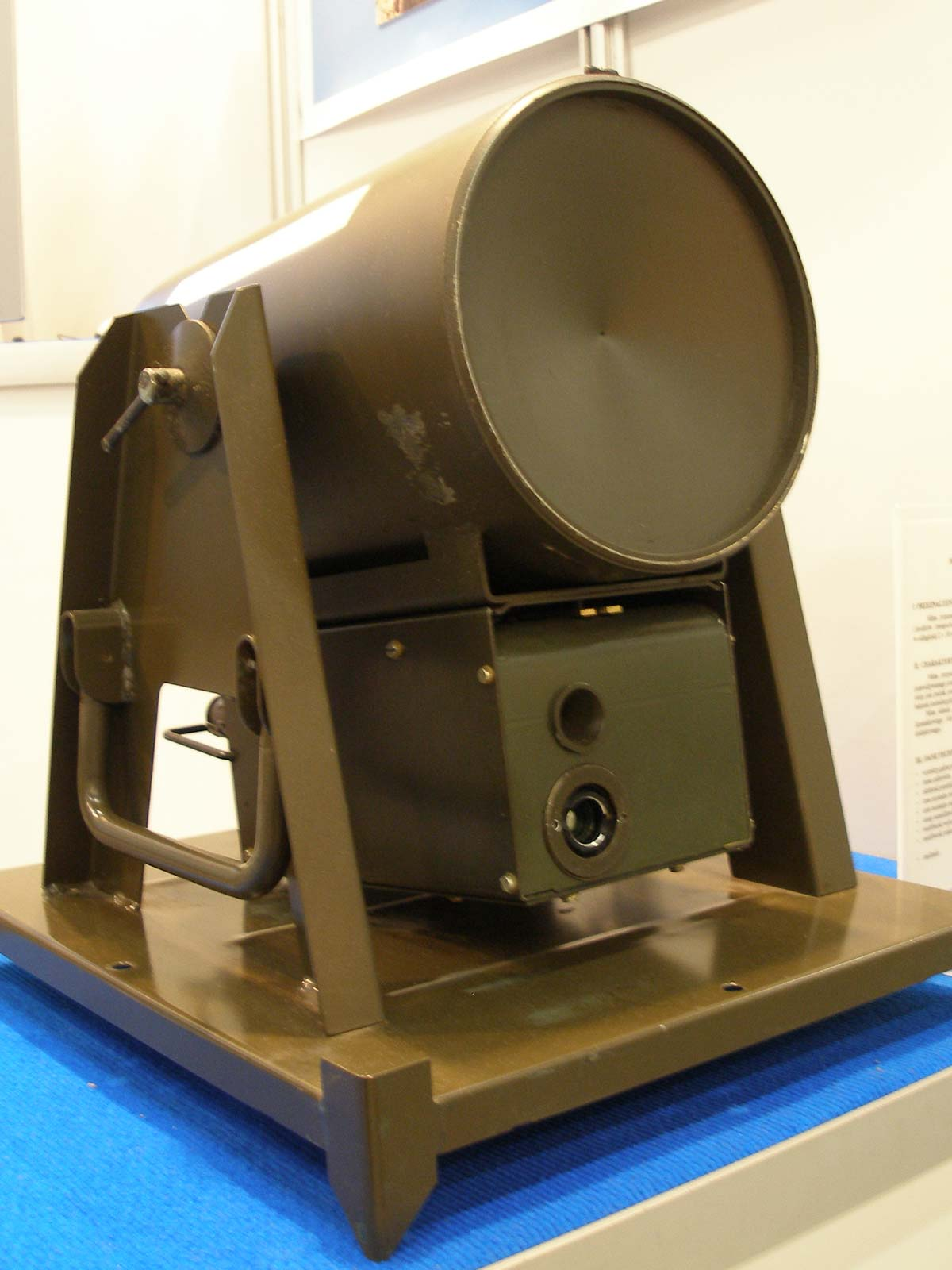
Polnische MPB-Panzerabwehrrichtmine
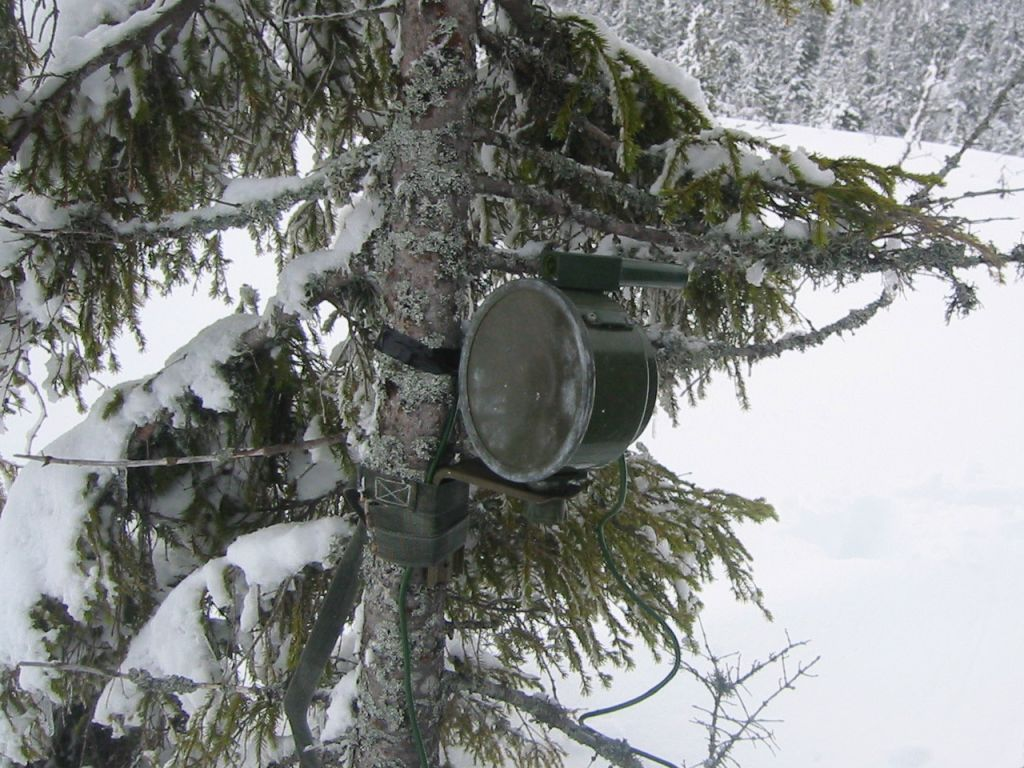
Schwedische FFV 016